# Yangus chiaiensis
Yangus chiaiensis är en insektsart som beskrevs av Fang 1990. Yangus chiaiensis ingår i släktet Yangus och familjen rundbladloppor. Inga underarter finns listade i Catalogue of Life.